# Панова Тетяна Юріївна
Тетяна Юріївна Панова (нар. 13 серпня 1976) — колишня російська тенісистка. Найвищу одиночну позицію — ранг 20 досягнула 23 вересня 2002 року.

## Фінали турнірів WTA

### Одиночний розряд: 3 (0–3)
| Легенда: До 2009            | Легенда: Починаючи з 2009 |
| --------------------------- | ------------------------- |
| Турніри Великого шолома (0) |                           |
| Турніри WTA (0)             |                           |
| Tier I (0)                  | Premier Mandatory (0)     |
| Tier II (0)                 | Premier 5 (0)             |
| Tier III (0)                | Premier (0)               |
| Tier IV & V (0–3)           | International (0)         |

| Результат | Ранг | Дата              | Турнір                     | Покриття | Опонент       | Рахунок  |
| --------- | ---- | ----------------- | -------------------------- | -------- | ------------- | -------- |
| Поразка   | 1.   | 19 листопада 2000 | Паттая, Таїланд            | Тверде   | Анна Кремер   | 1–6, 4–6 |
| Поразка   | 2.   | 6 січня 2002      | ASB Classic, Нова Зеландія | Тверде   | Анна Смашнова | 2–6, 2–6 |
| Поразка   | 3.   | 7 квітня 2002     | Sarasota, США              | Ґрунт    | Єлена Докич   | 2–6, 2–6 |

### Парний розряд: 1 (0–1)
| Легенда: До 2009            | Легенда: Починаючи з 2009 |
| --------------------------- | ------------------------- |
| Турніри Великого шолома (0) |                           |
| Турніри WTA (0)             |                           |
| Tier I (0)                  | Premier Mandatory (0)     |
| Tier II (0)                 | Premier 5 (0)             |
| Tier III (0)                | Premier (0)               |
| Tier IV & V (0–1)           | International (0)         |

| Результат | Ранг | Дата             | Турнір          | Покриття | Партнер           | Опонент                      | Рахунок       |
| --------- | ---- | ---------------- | --------------- | -------- | ----------------- | ---------------------------- | ------------- |
| Поразка   | 1.   | 4 листопада 2002 | Паттая, Таїланд | Тверде   | Ліна Красноруцька | Келлі Лігган Рената Ворачова | 5–7, 6–7(7–9) |

## Титули ITF Circuit

### Одиночний розряд (8) (6-2)
| Турніри $100,000 |
| Турніри $75,000  |
| Турніри $50,000  |
| Турніри $25,000  |
| Турніри $10,000  |

| Результат | Ранг | Дата              | Турнір                           | Покриття  | Опонент in Final      | Рахунок in Final         |
| Перемога  | 1.   | 26 жовтня 1992    | Шяуляй, Литва                    | Тверде    | Natalia Biletskaya    | 6-2, 3-6, 6-1            |
| Перемога  | 2.   | 10 січня 1994     | Mission, США                     | Тверде    | Анна Блежинські       | 6-1, 6-1                 |
| Поразка   | 1.   | 24 січня 1994     | Остін (Техас), США               | Тверде    | Татьяна Єчменіца      | 4–6, 7–6(11–9), 6–7(6–8) |
| Перемога  | 3.   | 4 липня 1994      | Філікстоу, Велика Британія       | Gras      | Магі Серна            | 5-7, 6-3, 6-3            |
| Перемога  | 4.   | 18 липня 1994     | Реда-Віденбрюк, Німеччина        | Ґрунт     | Лінда Німантсвердрієт | 6-0, 6-3                 |
| Перемога  | 5.   | 29 серпня 1994    | Стамбул, Туреччина               | Тверде    | Ноелія Перес Пеньяте  | 6-2, 6-2                 |
| Поразка   | 2.   | 13 листопада 1995 | Нойштадт-ан-дер-Донау, Німеччина | Килим (i) | Магдалена Фейстель    | 6-1, 4-6, 3-6            |
| Перемога  | 6.   | 8 вересня 1997    | Самара, Росія                    | Килим     | Ленка Ценкова         | 6-0, 6-2                 |

### Парний розряд: 1 (0-1)
| Турніри $100,000 |
| Турніри $75,000  |
| Турніри $50,000  |
| Турніри $25,000  |
| Турніри $10,000  |

| Результат | Ранг | Дата          | Турнір                | Покриття | Партнер       | Опонент                  | Рахунок  |
| --------- | ---- | ------------- | --------------------- | -------- | ------------- | ------------------------ | -------- |
| Поразка   | 1.   | 1 грудня 2003 | Палм-Біч-Ґарденс, США | Ґрунт    | Аліна Жидкова | Мелінда Цінк Еріка Краут | 1–6, 2–6 |

## Результати особистих зустрічей
- Аранча Санчес Вікаріо 1–0
- Ліндсі Девенпорт 0–5
- Мартіна Хінгіс 0–5
- Кім Клейстерс 0–2
- Жустін Енен 0–1
- Вінус Вільямс 0–2
- Мартіна Навратілова 0–1
- Єлена Янкович 2–0
- Амелі Моресмо 0–7
- Моніка Селеш 0–2
- Надія Петрова 1–1
- Юлія Вакуленко 0–1